# Donne senza trucco
Donne senza trucco (Abgeschminkt!) è un film tedesco del 1993 diretto da Katja von Garnier.

## Trama
La disegnatrice di fumetti Frenzy e l'infermiera Maischa dividono un appartamento a Monaco di Baviera: tra le due c'è una relazione, ma di fatto sono entrambe bisessuali. Maischa un ragazzo ce l'ha, ma il rapporto con lui è in crisi, mentre Frenzy è sfortunata sia con gli uomini sia con le sue strisce. Una sera conoscono una coppia di amici, Mark e René. Maischa finisce a letto con René, un individuo che si rivela interessato solo al sesso: delusa, si propone di salvare il legame con Klaus, il ragazzo con cui flirta, ma questi verrà irretito da un'altra donna. Frenzy invece trascorre un piacevole pomeriggio al parco con Mark, che sembra però risolversi in un nulla di fatto; la ragazza dunque si rassegna, ma il giorno dopo a sorpresa il giovane si fa di nuovo vivo con lei.